# Geschiedenis van Zuid-Afrika
De geschiedenis van Zuid-Afrika is rijk en ingewikkeld omdat sinds de prehistorie verschillende volkeren en culturen naast elkaar voorkwamen. De cultuur van de Bosjesmannen is er minstens 25.000 jaar aanwezig en die van Bantoe 2.500 jaar. Deze twee culturen zouden volgens archeologische bronnen over het algemeen vredig samengewoond hebben. De geschreven geschiedenis begint met de komst van de Europeanen, eerst de Portugezen. Deze besluiten het gebied niet te koloniseren en laten het over aan de Nederlanders. De Britten betwisten het gebied vanaf het eind van de 18e eeuw, hetgeen een eeuw later leidde tot twee Boerenoorlogen. De 20e eeuw wordt gekenmerkt door de opkomst en ondergang van het apartheidsbewind.

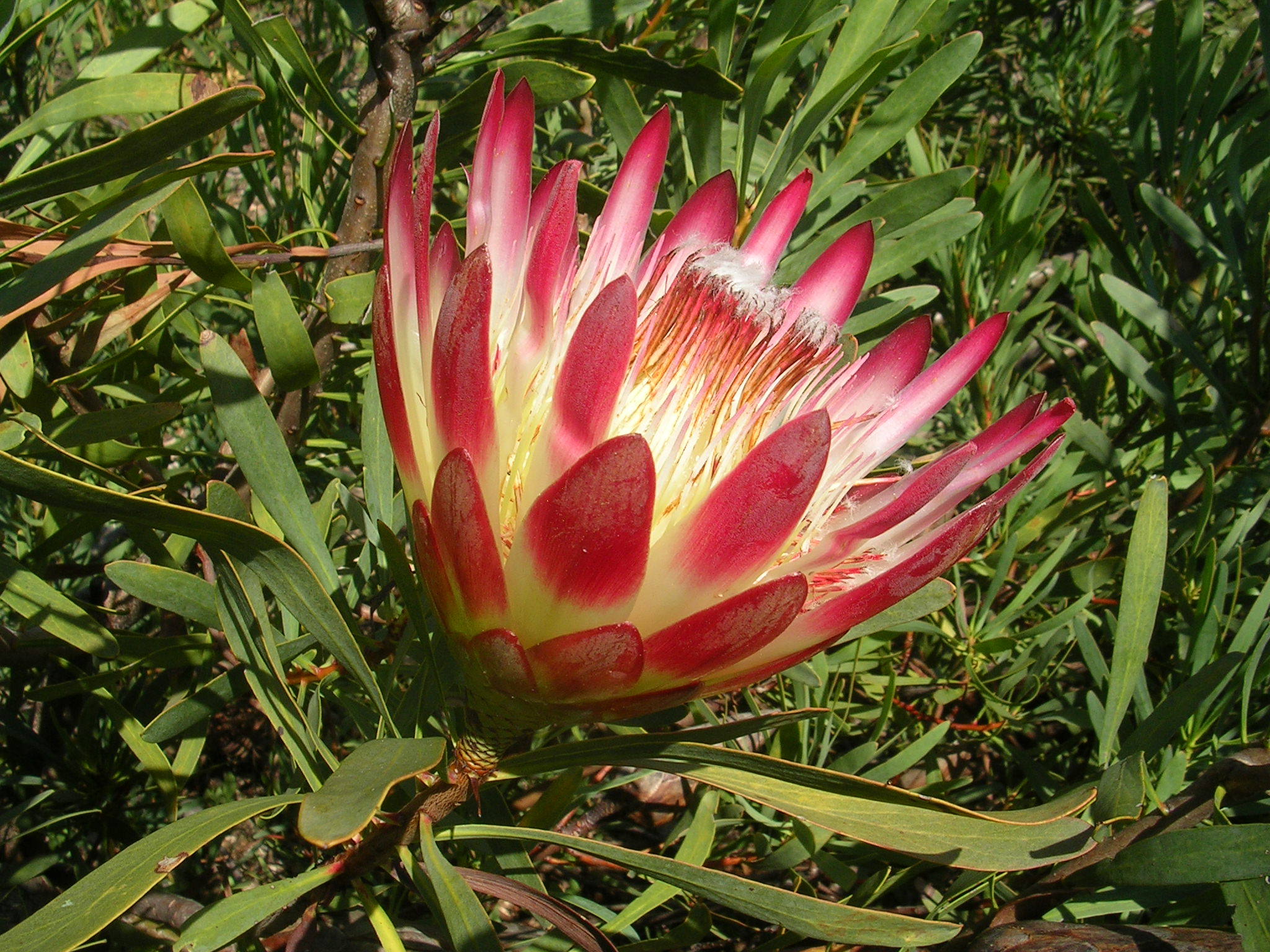
De protea, de nationale bloem van Zuid-Afrika.

## Voor de kolonisatie
De geschiedenis voor de kolonisatie is door het ontbreken van beschavingen die het schrift beheersten moeilijk te achterhalen. Daarom zijn alleen de latere gebeurtenissen na de eerste Europese verkenningen bekend en dan vooral vanuit het perspectief van de Europeanen. De laatste decennia integreren historici de ontdekkingen van archeologen.

### Prehistorie
Vele fossiele vondsten uit 1998 in grotten bij Sterkfontein, Kromdraai en Makapansgat wijzen er op dat verschillende soorten "aapmensen" (australopithecus) zijn ontstaan in Zuidelijk Afrika gedurende de laatste drie miljoen jaar. Beroemde fossielen kregen namen als "het Taung kind", "Mevrouw Ples" en het onlangs gevonden "Little Foot" skelet.
Deze aapmensen werden opgevolgd door verschillende soorten, waaronder Homo habilis, Homo erectus en Homo sapiens.
Rotstekeningen gevonden in het Drakensbergen-gebied zijn gedateerd op een ouderdom van 3000 jaar.
Volken met de kennis van ijzergebruik trokken rond de vierde of vijfde eeuw naar het gebied zuidelijk van de Limpoporivier. Ze waren landbouwers en herders en verplaatsten zich langzaam verder zuidelijk. Sporen van ijzerbewerking in de huidige provincie KwaZoeloe-Natal dateren van rond het jaar 1050. Het zuidelijkste punt dat door deze mensen werd bereikt ligt rond de Visrivier in de provincie Oost-Kaap. Deze Xhosapopulatie verving ten oosten van de Visrivier de oorspronkelijke jager-verzamelaars die verdreven werden.
Voor de komst van de Nederlandse kolonisten (1652) werd Zuid-Afrika bewoond door de Khoikhoi en San ten westen van de Visrivier, en door Xhosa, Zoeloes en anderen ten oosten van de Visrivier.

## Eerdere Nederlandse vestiging

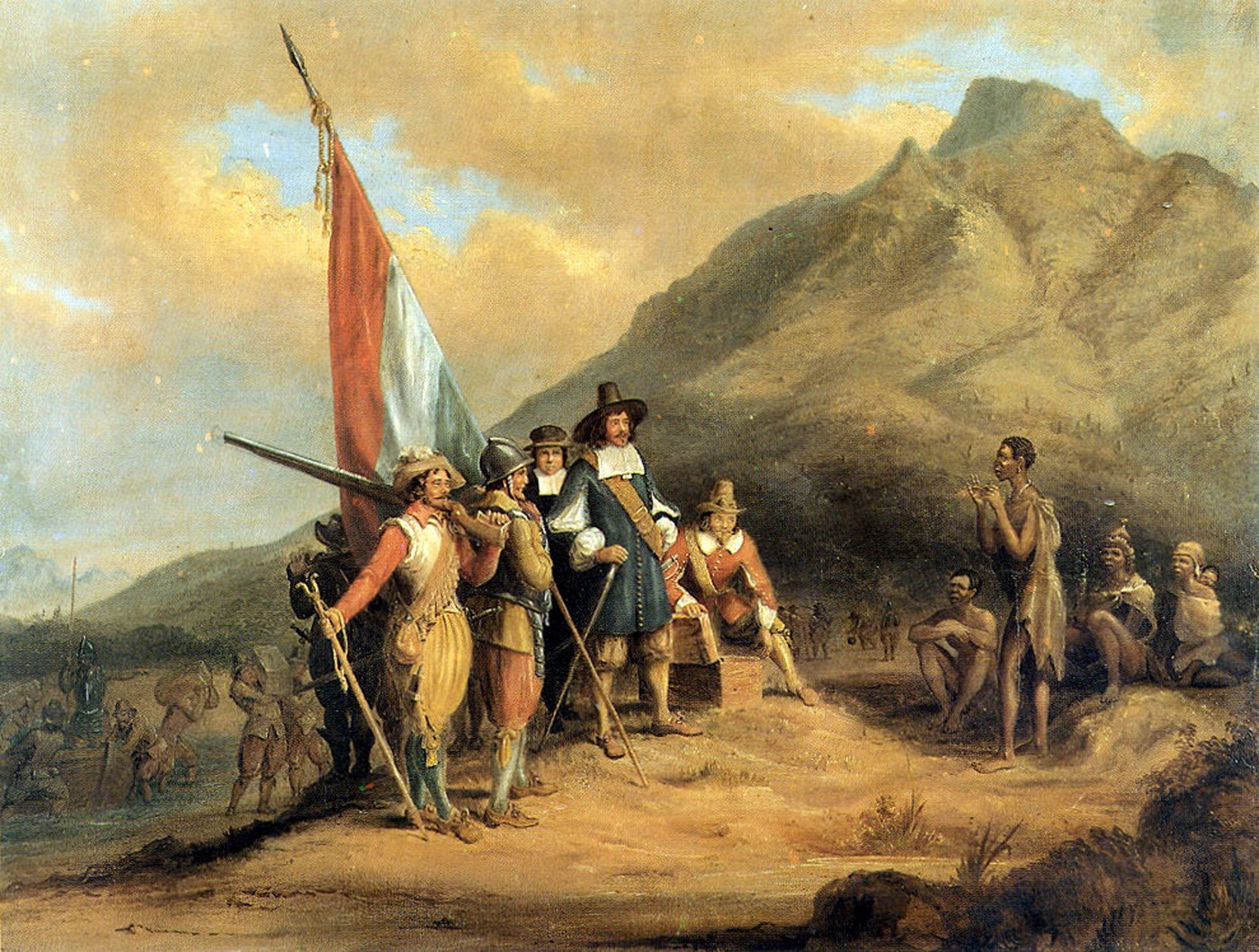
Aankomst van Jan van Riebeeck

De geschreven geschiedenis van Zuid-Afrika begon op 6 april 1652, toen Jan van Riebeeck namens de Verenigde Oost-Indische Compagnie (VOC) een bevoorradingsstation stichtte op Kaap de Goede Hoop. Deze VOC-vestiging stond onder bestuur van de VOC en niet van de Nederlandse staat.
Er werd de eerste jaren ruilhandel gedreven met de oorspronkelijke bewoners. Met name vee werd voor tabak en kralen geruild. Bij de Rondebosch waren succesvolle proeven gedaan met het telen van granen. In 1657 kregen de eerste tientallen Nederlandse en Duitse mannen toestemming om een eigen boerderij op te zetten langs de Liesbeek. Na een opstartperiode van 12 jaar moest er graan als belasting afgestaan worden. Eveneens dienden de boeren ten minste 20 jaar in Zuid-Afrika te blijven en hun producten met name aan de VOC verkopen.
Vanaf 1657 werd ook op het hoogste punt van Robbeneiland een vuur brandende gehouden, ten dienste van de scheepvaart.
In 1670 besloot de VOC de verversingspost flink uit te breiden. Een grootschalige uitbreiding naar het binnenland vond plaats onder Simon van der Stel. De Kaapkolonie werd bevolkt door Europese calvinisten, voornamelijk afkomstig uit Nederland, maar ook uit Duitsland, Frankrijk (hugenoten), Schotland en andere landen.
De nieuwkomers vernietigden grotendeels de cultuur van het Khoikhoi- en het San-volk, de oorspronkelijke bewoners van Zuid-Afrika, zowel door al dan niet onopzettelijk ingevoerde pandemische ziekten zoals de pokken als in drie oorlogen. Twee van deze oorlogen vonden plaats onder Johan Bacx van Herenthals (1676-1678).
Vanwege het gebrek aan arbeidskrachten werden slaven uit Madagaskar, India en Indonesië geïmporteerd. Afstammelingen van deze slaven, door huwelijk zowel vermengd met de Europese kolonisten als met de oorspronkelijke inheemse bevolking, werden later bekend onder de benaming Kaapse kleurlingen en Kaapse Maleiers. Ze maakten zo'n vijftig procent uit van de bevolking van de provincie Westelijke Kaap.

## Britse machtsovername
Groot-Brittannië kwam in 1795 naar het gebied van Kaap de Goede Hoop, om te verhinderen dat het een Franse kolonie werd. De Britten namen de macht over in 1795 na de slag om Muizenberg. Op dat moment was Nederland niet meer dan een satellietstaat van Frankrijk. De Britten trokken zich weer terug in 1803, maar in 1806 annexeerden ze het gebied.

### De Oost-Kaap
De oostgrens van de Nederlandse kolonie was de Visrivier geweest. Deels om de expansie van de Nederlandse boeren naar het oosten te blokkeren, begon het nieuwe Britse gezag ten oosten daarvan een nieuwe kolonie Brits-Kaffrarië te stichten in het land van de Amaxhosa. Deze poging een Engelstalig gebied te scheppen was echter verre van succesvol. De gehele 19e eeuw volgde er Grensoorlogen, zeven tussen Brit en Xhosa (negen in totaal inclusief de Nederlandse Grensoorlogen). Het gebied tussen Vis- en Keirivier (Ciskei) kwam uiteindelijk wel onder Britse controle. De Britse kolonisten die erheen gestuurd werden bleken al gauw niet geschikt om zich op het roerige en gevaarlijke platteland te vestigen en trokken zich terug in steden als Grahamstad. Het Britse gouvernement haalde daarop een aantal Duitse kolonisten uit Europa, die wel wilden boeren ondanks alle risico door de plaatselijke bevolking vermoord te worden. Er vestigden zich ook een aantal missionarissen in het gebied die een begin maakten met de educatie van de bevolking. Hieruit is later de Universiteit van Fort Hare ontstaan, de eerste instelling voor tertiair onderwijs toegankelijk voor Afrikanen in heel Afrika en de bakermat van het ANC. Het gebied ten noordoosten van de Kei (Transkei) werd uiteindelijk wel aan de Unie van Zuid-Afrika toegevoegd, maar vrijwel niet gekoloniseerd door blanken. De weinige blanken die er woonden werden bij de 'onafhankelijkheid' van het latere thuisland door de apartheidsregering onteigend. Ook een aantal nazaten van de Duitse kolonisten werden gedwongen hun biezen te pakken bij de 'onafhankelijkheid' van een sterk verkleind Ciskei.

### De Grote Trek
Toen door de overname van de Britten de Nederlandse boeren hun taal en cultuur onder druk kwam te staan en de Britten in 1835 in de Kaapkolonie de slavernij afschaften ontstond onenigheid. Velen van hen, beter bekend onder de naam Voortrekkers, trokken het binnenland in om hun eigen republieken te stichten: Oranje Vrijstaat en Transvaal oftewel de Zuid-Afrikaansche Republiek. Deze verhuizing wordt de Grote Trek genoemd. Toen de Voortrekkers het gebied van Natal binnentrokken werden ze teruggedreven door de Zoeloes onder leiding van Dingaan, broer, erfgenaam en vermoedelijk moordenaar van Shaka Zoeloe. De Zoeloes konden echter overwonnen worden in 1838 tijdens de Slag bij Bloedrivier.
Het Zoeloe-rijk werd later in 1879 door de Britten overwonnen tijdens de Zoeloe-oorlog.

## De Boerenoorlogen
De ontdekking van rijke diamant- (1867) en goudaders (1886) brachten rijkdom en nieuwe kolonisten naar de Kaapkolonie en beide Boerenrepublieken, en waren een aanleiding tot verdere onderwerping van de lokale bevolking.
De Boeren wisten een Britse overheersing van Transvaal terug te draaien tijdens de Eerste Boerenoorlog (1880-1881).
De Boeren droegen kaki uniformen, en waren dus goed gecamoufleerd. De Britten droegen echter helder rode uniformen, waardoor ze een makkelijk doelwit vormden voor de Boerenscherpschutters.
De reeds gespannen verhouding tussen de Britten en de Boeren kwam nog meer onder druk te staan na de mislukte Jameson Raid, een inval in Transvaal vanuit het buurland Rhodesië. De troepen werden gesteund door de rijke diamanthandelaar en eerste minister van de Kaapkolonie Cecil Rhodes.
De Britten kwamen in grotere aantallen terug tijdens de Tweede Boerenoorlog (1899-1902), nu met minder opvallende uniformen.
Hoewel de Britse Liberal Party in meerderheid tegen de Tweede Boerenoorlog was en deze als duur en onnodig beschouwde, was de belofte van rijke goud- en diamantaders in de Boerenrepublieken voldoende voor de Tories om de oorlog voort te zetten.
De Boeren verzetten zich hevig en konden de Britten zware klappen toedienen, door middel van guerrillatactieken en superieure kennis van het land. Uiteindelijk wonnen de Britten echter dankzij hun grotere troepenmacht en betere bevoorrading.
De Britten brachten Afrikaanse blanke vrouwen en kinderen van guerrillastrijders bijeen in concentratiekampen, waar ze ten prooi vielen aan ondervoeding en ziekten. Boerderijen en oogsten werden verbrand om de voedselvoorziening van de guerrilla's te verstoren. Door honger gedreven vielen de Boeren steden en dorpen aan om voedsel buit te maken. Dit deed de publieke opinie tegen de Boeren keren.
Veel Afrikaners vonden dat het tijd was geworden om vrede te sluiten met de Britten. Na nog een jaar te hebben doorgevochten accepteerden de "bittereinders" uiteindelijk dat hun Boerennatie volledig zou worden vernietigd als ze zouden doorvechten, en op 31 mei 1902 tekenden ze in Pretoria een vredesverdrag met de Britten.

## Britse overheersing
Het Verdrag van Vereeniging (1902) regelde volledige Britse soevereiniteit over de Boerenrepublieken, en de Britse regering nam hun oorlogsschuld van drie miljoen pond over.
Het Nederlands kreeg een bijzondere wettelijke status. (Het Afrikaans werd nog niet als afzonderlijke taal erkend) Een belangrijke regeling was dat zwarten geen stemrecht kregen, met uitzondering van die in de Kaapkolonie.
Het Britse bestuur probeerde gedurende korte tijd de Boerenbevolking te verengelsen door het Engels op scholen verplicht te stellen, maar dit mislukte en vergrootte de woede van de Boeren alleen maar. Deze verplichting werd geschrapt toen de Liberalen in 1906 in het Verenigd Koninkrijk aan de macht kwamen. Rond deze tijd begon ook de eerste formele erkenning van het Afrikaans, als taal afwijkend van het Nederlands. Pas in 1925 zou het Afrikaans als synoniem van het Nederlands een officiële status krijgen. In de grondwet van 1961 werd de situatie omgedraaid waarbij het Nederlands een synoniem van het Afrikaans werd. Deze grondwettelijke bepaling zou tot 1983 standhouden, waarna het Nederlands zijn officiële status verloor.

## Unie van Zuid-Afrika
Na vier jaren onderhandelen werd op 31 mei 1910, precies acht jaar na het einde van de Tweede Boerenoorlog, de Unie van Zuid-Afrika gesticht. Deze unie bestond uit de republieken Kaapkolonie, Natal, Oranje Vrijstaat en Transvaal. De nieuwe Unie bleef een Brits dominion, maar de politieke macht lag in handen van de blanke minderheid.
In 1910 richtten Louis Botha en Jan Smuts de Zuid-Afrikaanse Partij (SAP) op, en gezamenlijk leidden ze de Unie tot de Nationale Partij onder Barry Hertzog hen afloste. In 1913 werd de Land Act aangenomen, die het grondgebied grotendeels aan de blanken toewees. Zeventig procent van de Zuid-Afrikaanse bevolking werd door de Land Act gedwongen te leven op zeven procent van de beschikbare grond.
In 1934 fuseerden de twee politieke partijen tot de Verenigde Partij. Deze partij streefde naar samenwerking tussen Afrikaans- en Engelssprekende blanken. De partij scheurde in 1939 in tweeën, toen de Unie actief werd in de Tweede Wereldoorlog als bondgenoot van het Verenigd Koninkrijk. De rechts-georiënteerde Nationale Partij streefde na de oorlog naar een grotere rassenscheiding, de apartheid.

## Apartheid
De Nationale Partij kwam in 1948 aan de macht onder D.F. Malan. Al snel werden veel regels voor rassenscheiding ingevoerd. Onder de naam apartheid werden veel rechten ontnomen aan mensen van gemengd ras (kleurlingen). De weinige zwarte Afrikanen in de voormalige Kaapkolonie die stemrecht hadden verkregen, verloren dit weer.
Huwelijken tussen mensen van verschillende rassen werd verboden, en speciale scholen werden gesticht die alleen zwarte leerlingen aannamen. In winkels moesten blanke klanten altijd worden geholpen voor zwarte. Zwarten moesten speciale interne paspoorten bij zich dragen als ze zich in blanke gebieden wilden begeven. Als ze dit niet deden konden ze gearresteerd worden.
Het ANC, de grootste politieke organisatie van zwarten, had socialistische wortels, en dit was voor de regering een handig excuus om de partij te onderdrukken tijdens de Koude Oorlog. Zowel van zwarte als van blanke kant werd hevig geprotesteerd tegen de apartheid, maar deze protesten en opstanden werden hardhandig onderdrukt door veiligheidstroepen.
In 1960 riep het apartheidsregime internationale verontwaardiging op, door het bloedbad van Sharpeville, waarbij 67 ongewapende zwarte protesterenden (onder wie vrouwen en kinderen) werden doodgeschoten en meer dan 180 gewond raakten.
Ze protesteerden tegen de 'passenwetten', waarbij velen hun passen (identiteitspapieren) verbrandden. Direct na deze tragedie werden het ANC en andere zwarte politieke organisaties officieel verboden. Op 5 oktober van dat jaar stemde de blanke bevolking in een referendum voor het verbreken van de laatste banden met de Britse monarchie. Het voorstel werd goedgekeurd, en Zuid-Afrika werd een republiek. Een wens van de boeren kwam uit, al moesten ze als concessie aan de Engelstaligen het parlementaire systeem in stand laten.
Op 31 mei 1961 ontstond de Republiek van Zuid-Afrika waarbij Charles Swart, de gouverneur-generaal van Koningin Elizabeth II, werd gekozen tot president. Het nieuwe land trok zich onder druk van de Afrikaanse en Aziatische leden terug uit het Gemenebest.
Onder de nieuwe president Hendrik Verwoerd werden in de jaren zestig 3,5 miljoen zwarten met geweld uit hun huizen verdreven naar speciaal daarvoor ingerichte thuislanden, in een poging de apartheid minder racistisch te doen lijken. Op deze manier ontstond een serie, door zwarten geregeerde, marionettenstaten, en aan de zwarten werd de keuze gegeven naar welke van deze quasi-autonome thuislanden ze wilden vertrekken. Deze keuze werd meestal gebaseerd op de etnische groep waartoe ze meenden te behoren. De regering rechtvaardigde deze regeling door te stellen dat zwarte Zuid-Afrikaners eigenlijk de oorspronkelijke bewoners van deze staten waren, niet van de Republiek.
Voor het ANC en een splintergroep, het Pan Africanist Congress, was dit aanleiding om over te gaan tot gewelddadige acties. Het ANC beperkte zich voornamelijk tot strategische doelen zoals stroomcentrales (waarvoor de latere president Nelson Mandela gevangen werd gezet) en andere infrastructuur, terwijl de Pan-Afrikanisten overgingen tot meer willekeurige terreuracties.

## De Opstand in Soweto
Tijdens een reorganisatie van het Bantoedepartement van Onderwijs in 1975, besloten enkele bureaucraten een al lang vergeten wet uit te voeren waarin werd voorgeschreven dat secundair onderwijs alleen in het Afrikaans mocht worden gegeven, in plaats van in het Engels of een inheemse taal. In 1976 werden verscheidene onderwijzers, die weigerden deze regel toe te passen, ontslagen. Hierop namen hun collega's collectief ontslag. De spanningen liepen al snel op, en in mei werd een Afrikaanssprekende leraar neergestoken. Studenten die weigerden hun werkstukken in het Afrikaans te schrijven werden van school gestuurd. Van de ene na de andere school gingen de leerlingen in staking, waarop de regering reageerde door de scholen te sluiten en de stakende leerlingen te verbannen.
Op 16 juni 1976 werd in het zwarte district Soweto bij Johannesburg een protestmars georganiseerd. Zo'n 20.000 studenten arriveerden in groepen, op korte afstand gevolgd door de politie. Ondanks de oproep van de organisatie om de politie niet te provoceren ontstonden er al bijna direct conflicten. De politie reageerde met het afvuren van traangas, en later kogels, in de mensenmenigte. De zwaar onderbemande politie-eenheden vluchtten om zich te hergroeperen, en de woedende menigte wierp barricaden op en begon staatseigendommen te vernielen en staatswerknemers aan te vallen.
Door grote aantallen politieagenten in te zetten kon de opstand in Soweto na enkele dagen de kop worden ingedrukt, maar de volgende weken sloeg het geweld over naar andere zwarte townships.
Gedurende de rellen brachten internationale nieuwsorganisaties beelden naar buiten van ongewapende demonstranten die werden neergeschoten door veiligheidstroepen. Een beroemde foto toont de 13-jarige Hector Pietersen terwijl hij wordt weggedragen na te zijn doodgeschoten door de politie. Dit nieuws drong echter niet door tot de blanke minderheid in Zuid-Afrika zelf, aangezien de media er nauwelijks aandacht aan besteedden. De Zuid-Afrikaanse omroep stond onder strikte controle door het apartheidsregime.
Al snel gingen veel landen, opmerkelijk genoeg met uitzondering van de Verenigde Staten en het Verenigd Koninkrijk, over tot economische sancties tegen Zuid-Afrika als antwoord op de apartheid in het algemeen, en de afhandeling van de Soweto-rellen in het bijzonder. De VS en het VK wilden hier niet aan meedoen vanwege de prominente rol van Zuid-Afrika als leverancier van diamanten, platina en goud.
Israël ondersteunde de politie en het leger van het apartheidsregime, terwijl allerlei bevrijdingsbewegingen de Zuid-Afrikaanse oppositie steunden ( zoals de P.L.O.)
Voor een deel werd het effect van het handelsembargo ook door Zuid-Afrika zelf tenietgedaan door de stichting van bedrijven als Krygkor dat wapentuig vervaardigde en Sasol dat steenkool in synthetische brandstoffen omzette.

## De Koude Oorlog
Een andere reden van het protest van de Verenigde Staten tegen het verbreken van de banden met Zuid-Afrika was het feit dat in Afrika een nieuw front in de Koude Oorlog was ontstaan. Voor de VS was Zuid-Afrika al lang een betrouwbare bondgenoot tegen het communisme, in een continent waar alle andere landen zeer gevoelig bleken te zijn voor de Sovjet-invloeden.
De Anjerrevolutie die in 1974 in Portugal plaatsvond leidde ertoe dat dit land zich terugtrok uit zijn kolonies in Angola en Mozambique, buurlanden van Zuid-Afrika. Nationalistische en communistische groeperingen in Angola probeerden onmiddellijk het ontstane machtsvacuüm op te vullen, wat resulteerde in een burgeroorlog van 1975 tot 1976. De Movimento Popular de Libertação de Angola (MPLA) kreeg financiële steun uit de Sovjet-Unie en duizenden Cubaanse soldaten arriveerden om mee te vechten. Dit zorgde voor grote ongerustheid in Zuid-Afrikaanse regeringskringen.
Om de Zuid-Afrikaanse regering ervan te weerhouden de apartheid te ontmantelen, waardoor het communistische ANC een revolutie zou kunnen starten, gingen presidenten Carter en Reagan over op een politiek van constructieve betrokkenheid, en samen met Zuid-Afrika werd de UNITA-invasie in Angola gesteund.
Gedurende de jaren tachtig voerden Zuid-Afrikaanse troepen, heimelijk gesteund door de VS, grensoverschrijdende acties uit op Angolese bases die gebruikt werden door de communistische SWAPO, die streefden naar een onafhankelijk Namibië.
In 1988 ondertekenden Zuid-Afrika, Angola en Cuba een overeenkomst die regelde dat Cubaanse troepen zich terugtrokken uit Angola, en waarmee Namibië onafhankelijkheid werd beloofd.

## Overgang naar een meerderheidsregering
De internationale druk op de regering van Botha nam toe, en de VS en het VK moedigden onderhandelingen met de zwarte meerderheid aan. Begin 1989 werd Botha opgevolgd door president De Klerk. In zijn openingstoespraak tot het parlement in 1990 kondigde hij de afschaffing van de discriminatiewetten aan.
Op 11 februari 1990 werd Nelson Mandela vrijgelaten, een gebeurtenis die over de gehele wereld rechtstreeks op televisie te volgen was. Op 18 november 1993 keurden 21 politieke partijen een nieuwe nationale grondwet goed. Met de hierop volgende democratische verkiezingen, van 26 tot 29 april 1994 was een meerderheidsregering een feit. Als nieuwe president werd Nelson Mandela gekozen, later opgevolgd door Thabo Mbeki. Zuid-Afrika voegde negen inheemse talen toe aan het al bestaande Engels en Afrikaans, waarmee het totaal aantal officiële talen op elf kwam.
Vlak voor haar aftreden wist de blanke regering de wereld nog te verrassen: men bekende zes kernwapens te hebben geproduceerd. Deze waren echter vernietigd, wellicht om te voorkomen dat ze in handen van de nieuwe regering zouden vallen. De kernbommen waren vermoedelijk bedoeld om vijandige zwarte buurstaten te intimideren, ook omdat het land zeer weinig bondgenoten had.

## Het post-apartheidstijdperk
Al snel na de verkiezingen begon de nieuwe ANC-regering met het omvormen en ontwikkelen van de economie. Deze politiek van reconstruction and development (RDP) werd later vervangen door GEAR, een meer conservatieve manier gericht op groei en buitenlandse investering. Deze verandering was controversieel, en vormde een bron van veel spanningen tussen het ANC en de bondgenoten hiervan, de Zuid-Afrikaanse Communistische Partij en de vakbondsalliantie COSATU.
Ondanks deze pogingen tot economisch herstel heeft de Zuid-Afrikaanse economie nog altijd te kampen met vele problemen. Hoewel in april 2004 de inflatie gedaald was tot 0,2%, en de Rand stabiel was ten opzichte van de dollar, blijven de buitenlandse reserves gering. Deze zijn echter gestegen van een dekking van import voor drie weken in 1994 naar 18 weken in 2003.
De werkloosheid is al lange tijd stabiel op bijna 30% van de werkende bevolking. Ruwweg 60% van de bevolking leeft onder de armoedegrens met een inkomen van 250 Rand (ongeveer 30 euro) of minder per maand. Welvaartsspreiding blijft een probleem: de armste 50% van de totale bevolking ontvangt 11% van het totale nationale inkomen, terwijl de rijkste 7% meer dan 40% ontvangt.
Met het verdwijnen van de ijzeren vuist van de regering is de criminaliteit tot grote hoogte gestegen, hoewel dit deels kan worden toegeschreven aan een verbeterde melding ervan. Desondanks is moord de voornaamste doodsoorzaak van mannen tussen 15 en 21 jaar. Johannesburg staat bekend als een van de onveiligste steden ter wereld.
Er zijn omkopingszaken aan het licht gekomen bij regeringsfunctionarissen. Een hiervan betrof ANC-parlementslid Tony Yengeni en Daimler-Chrysler Aerospace. Yengeni werd tot vier jaar cel veroordeeld voor het niet melden van een korting van 47% (ter waarde van 167.387 Rand) op een Mercedes Benz ML320 die hij in 1998 kocht. In de townships werd een SUV of een Mercedes Benz voortaan een "Yengeni". genoemd.
In Zuid-Afrika is een aantal kleine rechts-georiënteerde terroristische organisaties actief. Zij zijn gekant tegen de zwarte meerderheidsregering, en willen terugkeer naar het apartheidsregime en politieke dominantie van (blanke) Afrikaners. Voor een aantal bomaanslagen in Soweto in 2002 werden een aantal vermeende leden van een dergelijke groepering, de Boeremag, gearresteerd.
De economie van Zuid-Afrika kent sinds 1996 een onafgebroken groei en blijft de grootste industriële macht op het Afrikaanse continent. Zuid-Afrika is tevens het enige land in Afrika met kernenergie.

## 21e eeuw
Bij de verkiezingen van 29 mei 2024 verloor het ANC voor het eerst haar absolute meerderheid, zodat een coalitieregering onvermijdelijk werd.

## Problematiek van de Transformatie
Na de apartheid was Zuid-Afrika totaal verdeeld. Toen in 1994 het ANC aan de macht kwam, wist men niet goed hoe men zo goed en snel mogelijk de rassen weer gelijk aan elkaar kon maken. Voor 1994 waren er onderhandelingen tussen de National Party en het ANC, waar Staatspresident F.W. de Klerk en Nelson Mandela met elkaar onderhandelen over onder andere vrije verkiezingen.
Tijdens deze onderhandelingen heeft De Klerk geprobeerd zo veel mogelijk het verdeelde Zuid-Afrika om te buigen naar een gelijk, niet discriminerend eerste wereld land. Maar de grote vraag was hoe men de blanke Afrikaans- en Engelssprekenden, welke op het welvaartsniveau van de eerste wereld leefden, en de zwarte Afrikaans (en 9 andere talen) sprekenden, welke leefden op een erbarmelijk derde wereld welvaartsniveau leefden, met elkaar kon integreren op het gebied van ras, cultuur, taal, economie, sociaal enz., zonder welvaartsverlies van de rijkere blanken. Deze rijkere mensen zouden de basis moeten zijn om hun rijkdom ook bereikbaar te maken voor andere rassen, zodat men niet helemaal van vooraf moest beginnen. Ook werd een nieuwe en rechtvaardige grondwet aangenomen.
Ondanks het resultaat van deze onderhandelingen en de nieuwe grondwet, heerst er 16 jaar na de afschaffing van de apartheid grote ontevredenheid onder grote delen van de bevolking. Vele zwarten hebben het nog zwaarder dan tijdens de apartheid. Deze ontevredenheid komt zeer weinig naar de oppervlakte door de nieuwe opgekomen Engelstalige (regenboog) media, die deze praktijken niet durven aan te kaarten. Onder het Afrikaanssprekende deel van de bevolking leeft ook grote ontevredenheid. Deze groep, bestaande voor 60% uit kleurlingen en 40% uit blanken, heeft sterke eigen media, die de problemen herhaaldelijk aan de kaak stellen.
De ontevredenheid over de situatie van de Afrikaanssprekenden komt voor het grootste gedeelte bij de nog invloedrijke blanken. Zij zijn gefrustreerd dat na 16 jaar nog steeds het BEE-project wordt ingezet door de ANC-regering om bedrijven te dwingen een bepaald percentage zwarte mensen aan te nemen. Dit percentage ligt dusdanig hoog dat de blanke middenklasse niet meer aan het werk kan, omdat hun plaatsen gedwongen worden ingenomen door niet-blanken. Het gevolg is dat ruim 600.000 blanke Afrikaanssprekenden zijn gedegradeerd tot het welvaartsniveau van de derde wereld. Zij wonen nu in krottenwijken (of zogenaamde "plakkerskampe"). Daarnaast zijn van de oorspronkelijk 6 miljoen blanken in Zuid-Afrika bijna 2 miljoen vertrokken naar landen zoals Australië, de Verenigde Staten, Canada, het Verenigd Koninkrijk, Nederland en in mindere mate naar België. Van de overgebleven 4 miljoen blanken leven er nu dus ongeveer 600.000 in krottenwijken.
Daarnaast concluderen verschillende universiteiten uit Zuid-Afrika dat, nu de culturele gelijkstelling is voltooid en goed werkt, de ANC-regering doorgaat met het verminderen van het aanbod voor Afrikaanssprekenden. Zo is de staatsomroep de SAUK (Suid-Afrikaanse Uitsaai Koörporasie) al omgetoverd in SABC (die "nauwelijks" meer uitzendt in het Afrikaans) en worden vele Afrikaanse scholen gedwongen om in andere talen te gaan lesgeven, ook als bijna alle leerlingen van deze school Afrikaanssprekend zijn (wat nu meestal het geval is). Uit deze "onnodige" veranderingen concludeert onder andere de Universiteit van die Vrystaat (voormalig Oranje-Vrijstaat) - na onderzoek - dat de taal en geschiedenis van de Afrikaners "verkracht wordt."
Daarnaast heeft de boerengemeenschap sinds de afschaffing van de Apartheid te maken gekregen met een explosie van aanvallen, berovingen en moorden.

## De aidscrisis
Net als bijna geheel Afrika bevindt Zuid-Afrika zich midden in een aids-epidemie. Een onderzoek uit 1999 wees uit dat 22,4% van de vrouwen die openbare klinieken bezocht hiv-positief was. Antwoord van de regering hierop is onduidelijk. President Thabo Mbeki en andere prominente leden van de ANC-regering misbruiken de medische discussie over de oorzaak van aids en stellen daarmee het op wettelijke basis en op grote schaal verstrekken van medicatie aan hiv-geïnfecteerden uit. In strijd met dat wat in de geneeskunde algemeen wordt aangenomen, stelt een kleine minderheid in de medische wereld dat hiv niet de oorzaak is van aids. Mbeki geeft dan ook armoede aan als de belangrijkste oorzaak van aids en zegt dat het een ziekte is die komt door rijke landen en blanken. Voorts worden traditionele Afrikaanse middelen aangeprezen als effectief geneesmiddel. De minister van gezondheid, dr. Tsabalala-Msimang, heeft hier de bijnaam 'dr. Beetroot' aan overgehouden. Een groot deel van ANC weigert ook nog steeds om te erkennen dat er een grootschalige aids epidemie is. Het sociale stigma dat aidspatiënten in de traditionele Afrikaanse samenleving aankleeft, bemoeilijkt de strijd tegen aids ook aanzienlijk.
In augustus 2003 werd in het Zuid-Afrikaanse Durban een nationale aidsconferentie gehouden. Vlak voor de conferentie kondigde de ANC-regering aan dat het overwoog de wettelijke goedkeuring voor het aidsmedicijn Nevirapine in te trekken. Nevirapine is algemeen erkend als een succesvol middel om de kans op overdracht van hiv van moeder op kind te verminderen.
Aidsactivisten waren woedend, en na grootscheepse publieke acties kondigde de regering al snel aan dat ze haar standpunt zou wijzigen. Met ingang van september 2003 begon de regering medicijnen aan geïnfecteerden te verstrekken.

## Verder lezen
- Wilson, M. & Thompson, L. (ed): Oxford History of South Africa, 1969
- Pakenham, Th. : The Boer War, 1979

Geschiedenis van:
Algerije · Angola · Benin · Botswana · Burkina Faso · Burundi · Centraal-Afrikaanse Republiek · Comoren · Congo-Brazzaville · Congo-Kinshasa · Djibouti · Egypte · Equatoriaal-Guinea · Eritrea · Ethiopië · Gabon · Gambia · Ghana · Guinee-Bissau · Guinee-Conakry · Ivoorkust · Kaapverdië · Kameroen · Kenia · Lesotho · Liberia · Libië · Madagaskar · Malawi · Mali · Marokko · Mauritanië · Mauritius · Mozambique · Namibië · Niger · Nigeria · Oeganda · Rwanda · Sao Tomé en Principe · Senegal · Seychellen · Sierra Leone · Soedan · Somalië · Somaliland · Swaziland · Tanzania · Togo · Tsjaad · Tunesië · Westelijke Sahara · Zambia · Zimbabwe · Zuid-Afrika · Zuid-Soedan
Noord-Afrika · West-Afrika